# هوکیواینتو

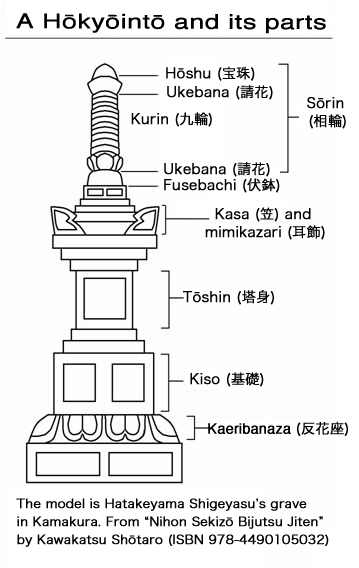
هوکیواینتو و قسمت‌های آن

هوکیواینتو (به ژاپنی: 宝篋印塔 Hōkyōintō)، یک بتکده مناره شکل ژاپنی است، به این دلیل که در اصل حاوی سوترای Karaṇḍamudrā Dāraṇī بوده‌است.
هوکیواینتو که معمولاً از سنگ و گاه از فلز یا چوب ساخته می‌شود، از دوره کاماکورا به شکل امروزی ساخته می‌شود.